# Chiliotrichiopsis
Chiliotrichiopsis é um género botânico pertencente à família Asteraceae.